# Masters of the Universe: Revolution
Masters of the Universe: Revolution är en animerad amerikansk action- och äventyrsserie med planerad premiär på strömningstjänsten Netflix den 25 januari 2024.

## Handling
Serien kretsar kring kampen om Eternia där Teela sluter upp tillsammans med He-Man för att bekämpa mörkrets makter.

## Rollista i urval
- Chris Wood - Prince Adam / He-Man
- Mark Hamill - Skeletor
- Melissa Benoist - Teela
- Liam Cunningham - Duncan / Man-At-Arms
- Tiffany Smith - Andra
- Lena Headey - Evil-Lyn "Lyn" / Majestra
- Diedrich Bader - King Randor
- Alicia Silverstone - Queen Marlena
- Stephen Root - Cringer
- Tony Todd - Scare-Glow
- Justin Long - Roboto
- Griffin Newman - Orko
- Harley Quinn Smith - Illena